# الکس مولانو
الکس مولانو (انگلیسی: Alex Molano؛ زادهٔ ۱۰ آوریل ۱۹۹۲) بازیکن فوتبال اهل ایالات متحده آمریکا است.
وی همچنین در تیم‌های ملی فوتبال United States men's national under-17 soccer team و United States men's national under-20 soccer team بازی کرده‌است.